# Вознесенська церква (Лукашівка)
Вознесенська церква — пам'ятка архітектури, розташована у селі Лукашівка Чернігівського району Чернігівської області.

## Історія
Перша дерев'яна церква була зведена 1781 та оновлена 1800 року. На початку 20 століття стару церкву було розібрано задля зведення цегляної.
Існуюча церква була освячена 1913 року. Церква збудована у поширеному в ті часи стилі єпархіальної архітектури.
Церква хрещата у плані, з надбудованою над входом 2-ярусною дзвіницею.
У радянські часи храм був закритий і використовувався як склад. Богослужіння у храмі відновилися 1988 року.
Вознесенська церква суттєво постраждала під час бойових дій у ході російського вторгнення в Україну. Окупаційними військами в храмі було влаштовано склад боєприпасів і пального. Внаслідок обстрілів та пожежі пошкоджено стіни й покрівлю, вибито вікна. На території церкви знайдено тіла вбитих.
У 2022 році перейшла до складу ПЦУ.